# Pietro Coccoluto Ferrigni
Pie(t)ro Francesco Leopoldo Coccoluto Ferrigni, född den 15 november 1836 i Livorno, död den 13 december 1895, var en italiensk kåsör och kritiker under signaturen Yorick figlio di Yorick.
Ferrigni blev juris doktor i Siena 1857, deltog med iver i den nationella rörelsen 1859–1860 och kämpade med utmärkelse under Garibaldi på Sicilien och i södra Italien varefter han i Florens arbetade i pressens tjänst och som advokat. Ferrigni ansågs vara samtidens ypperste kåsör i Italien och en spirituell kritiker. Flera av hans skrifter vann en utomordentlig spridning.